# حزب ملی (پاکستان)
حزب ملی (به اردو: نیشنل پارٹی) یک حزب سیاسی سوسیال دموکرات و چپ میانه در کشور پاکستان است. این حزب یکی از بزرگ‌ترین احزاب است که در استان بلوچستان پاکستان همراه با حزب ملی بلوچستان فعال است. این حزب میراث خود را از حزب ملی ایالت کلات از میر غائوس بخش بیزینجو، میر گل خان نصیر و میر عبدالعزیز کرد می‌داند؛ و در حال حاضر عبدالملک بلوچ ریاست آن را بر عهده دارد.

## تأسیس
حزب ملی در اکتبر ۲۰۰۳ تأسیس شد که اعضابش اساساً از طبقه متوسط بلوچستان بودند این حزب به رهبری میر حسیل خان بیزنجو، فرزند ملی‌گرای بلوچ غائوس بخش بیزینجو، با حزب ملی‌گرای طبقه متوسط غیر قبیله‌ای ادغام شد.

## تاریخچه انتخابات

### تحریم انتخابات
این حزب به دلیل اعتراض به عملیات نظامی در آن زمان در استان، انتخابات عمومی ۲۰۰۸ را تحریم کرد. با این حال، ثناالله زهری و پیروانش تصمیم گرفتند در انتخابات شرکت کنند و یک فراکسیون به نام نمایندگان پارلمان ملی تشکیل دهند. در نتیجه، حزب ملی با برنده شدن ثناءالله زهری در مجلس استان خوزدار یک کرسی را بدست آورد.

### انتخابات ۲۰۱۳
این حزب در انتخابات عمومی سال ۲۰۱۳ شرکت کرد و ۱۱ کرسی مجمع نمایندگان استان بلوچستان و ۱ کرسی شورای ملی را به دست آورد. دولت در ائتلاف با احزاب ملی‌گرای دیگر حزب و سپس رئیس‌جمهور، دکتر عبدالملک بلوچ که به عنوان وزیر ارشد بلوچستان، تشکیل شد.

### کنگره ۲۰۱۴
چهارمین کنگره حزب ملی در ۸ تا ۱۰ نوامبر ۲۰۱۴ برگزار شد که در آن انتخابات توسط عبدالله دایو انجام شد که به عنوان کمیساریای اصلی انتخابات حزب منصوب شد که میر حاصل خان بیزنجو به عنوان رئیس حزب، دکتر یاسین بلوچ به عنوان دبیرکل و دکتر حسن نصیر به عنوان معاون دبیرکل انتخاب شدند. این کنگره همچنین برنامه سازماندهی حزب در سراسر پاکستان را تعیین کرد. اساسنامه این حزب نیز مورد بازنگری قرار گرفت. سید مختار به عنوان سازمان دهنده خیبر پختونخوا، ایوب مالک به عنوان مجری اسانانه انتخاب شد.